# Palais des Téléphones de Cluj
Ne doit pas être confondu avec Palais des Téléphones de Bucarest.
Le Palais des Téléphones de Cluj (en roumain Palatul Telefoanelor din Cluj) est l'un des bâtiments symboles de Cluj en Roumanie. Il a été érigé à la fin des années 1960 sur une ancienne propriété de la famille Bornemisza de la noblesse hongroise. Son auteur est l'architecte Vasile Mitrea (1968).
Le Palais des Téléphones est considéré par les architectes et la municipalité comme l'un des plus beaux édifices publics en style brutaliste de Cluj, mais les Clujiens, avec leur humour populaire, l'ont surnommé le « tas de cartons » (en roumain mormanul de cartoane, en hongrois halom doboz).